# Гарфилд (округ, Вашингтон)
Округ Гарфилд (англ. Garfield County) — округ штата Вашингтон, США. Население округа на 2010 год составляло 2256 человек. Административный центр округа — город Померой.

## История
Округ основан 29 ноября 1881 года, путём выделения из округа Колумбия, получив название в честь 20-го президента США Джеймса Абрама Гарфилда, трагически погибшего 19 сентября 1881 года.  В 1883 году примерно половина округа Гарфилд отделилась, образовав округ Асотин.

## География
Округ занимает площадь 1860 км2.

## Демография
Согласно переписи населения 2010 года, в округе Гарфилд проживало 2256 человек (данные Бюро переписи населения США). Плотность населения составляла 1,2 человек на квадратный километр.